# Notion (ville)
Pour les articles homonymes, voir Notion.
Notion (en grec ancien Νότιον, « qui est au sud ») est une cité grecque antique d'Anatolie. Elle se trouve à environ 50 kilomètres au sud d'Izmir dans l'actuelle Turquie, dans le golfe de Kuşadası. 

## Géographie
Notion se trouvait sur une colline d'où l'on pouvait voir la mer. Elle servait de port aux cités grecques voisines de Colophon et de Claros et des pèlerins y passaient fréquemment quand ils allaient consulter l'oracle d'Apollon à Claros. Les vestiges conservés de la ville antique comptent des restes de remparts, une nécropole, un temple, une agora et un théâtre. Les ruines de la ville se trouvent à l'est de la ville actuelle d'Ahmetbeyli dans le district de Menderes, dans la province d'İzmir en Turquie.

## Histoire
Dans la littérature antique, la plus ancienne mention de la cité de Notion se trouve chez l'historien grec Hérodote (Enquête, I, 149) lorsqu'il énumère les onze villes anciennes peuplées par les Éoliens : « Kymé, que l'on appelle aussi Phriconis, Larisa, Néon-Teichos ("le Mur neuf"), Temnos, Killa, Notion, Aigiroessa, Pitané, Aigées, Myrina, Grynéia ; voilà les onze anciennes villes éoliennes ».
Les relations entre Notion et la ville voisine de Colophon n'ont jamais été faciles : les deux cités sont très vite entrées en rivalité. Cette rivalité était transposée dans la mythologie grecque par l'histoire d'une querelle entre les devins Mopsos et Calchas qui aurait eu lieu à Claros. Les Grecs éoliens de Notion se réclamaient du devin Mopsos, tandis que les Grecs éoliens de Colophon étaient du côté de Calchas, et il était avantageux pour les Ioniens de Claros d'affirmer que Mopsos s'était montré plus rusé que Calchas et avait causé sa mort.
Vers le milieu du VIe siècle av. J.-C., l'empire perse fait la conquête de Notion et de Colophon. Les Grecs en reprennent le contrôle durant les guerres médiques. Les deux villes entrent dans la Ligue de Délos ; le tribut de participation versé par Notion ne s'élève qu'à un quart de talent, ce qui montre la petite taille de la ville (Colophon, de son côté, paye trois talents). Pendant les premières années de la guerre du Péloponnèse , la ville se divise en factions, dont l'une fait recours à des mercenaires sous commandement perse ; l'Athénien Pachès replace au pouvoir sans ménagement la faction pro-athénienne. « Plus tard, les Athéniens envoyèrent des fondateurs officiels pour coloniser Notion selon leurs propres lois, en rassemblant tous les gens de Colophon, dans quelque cité qu'ils fussent ». En 407 ou 406 avant J.-C., c'est au large de Notion qu'a lieu la bataille de Notion à l'issue de laquelle des navires spartiates remportent une victoire contre les Athéniens.
Vers la fin du IVe siècle, la ville de Notion est unie à Colophon par un traité de sympoliteia. Au début de la période romaine, le nom de Notion est complètement sorti d'usage.